# Whitwell
Whitwell és una població dels Estats Units a l'estat de Tennessee. Segons el cens del 2000 tenia 1.660 habitants.

## Demografia
Segons el cens del 2000, Whitwell tenia 1.660 habitants, 727 habitatges, i 482 famílies. La densitat de població era de 193,1 habitants/km².
Dels 727 habitatges en un 24,8% hi vivien nens de menys de 18 anys, en un 49,5% hi vivien parelles casades, en un 13,3% dones solteres, i en un 33,6% no eren unitats familiars. En el 30,8% dels habitatges hi vivien persones soles el 15,8% de les quals corresponia a persones de 65 anys o més que vivien soles. El nombre mitjà de persones vivint en cada habitatge era de 2,28 i el nombre mitjà de persones que vivien en cada família era de 2,85.
Per edats la població es repartia de la següent manera: un 20% tenia menys de 18 anys, un 9,9% entre 18 i 24, un 26,3% entre 25 i 44, un 26,4% de 45 a 60 i un 17,5% 65 anys o més.
L'edat mediana era de 41 anys. Per cada 100 dones de 18 o més anys hi havia 78,5 homes.
La renda mediana per habitatge era de 25.458 $ i la renda mediana per família de 31.151 $. Els homes tenien una renda mediana de 26.550 $ mentre que les dones 21.532 $. La renda per capita de la població era de 13.249 $. Entorn del 13,2% de les famílies i el 16,3% de la població estaven per davall del llindar de pobresa.